# 瀬川光蔵
瀬川 光蔵（せがわ みつぞう、1947年2月25日 - ）は、元・日本通運株式会社取締役常務執行役員。前・日通トランスポート社長。

## 経歴
- 1965年:流通経済大学経済学部入学,在学中はラグビー部に所属。
- 1969年:流通経済大学経済学部卒業
- 1969年:日本通運株式会社入社
- 1999年:同社 函館支店長
- 2001年:同社 作業管理部長
- 2002年:同社 作業管理部長及び業務部長
- 2003年:同社 執行役員(札幌支店長)
- 2006年:同社 取締役常務執行役員(ペリカン・アロー部担当)
- 2009年:日通トランスポート株式会社 代表取締役社長
- 2011年:同社 代表取締役社長 退任

## 公的な職務(過去のものを含む)
- 流通経済大学校友会,幹事(総務部長)
- NPO法人 危機対応能力開発機構・顧問
- 北海道グリーン物流パートナーシップ推進協議会・委員(北海道運輸局)
- 特別積合せ委員会・委員長(全日本トラック協会)
- 雪氷輸送物流システム検討調査委員会・委員(北海道開発局)

## 講演
- 日本通運寄付講座『宅配便事業者の事業戦略』(流通経済大学(2007年,2008年))